# Preis für Popkultur
Der Preis für Popkultur ist ein deutscher Musikpreis, der durch den gemeinnützigen Verein zur Förderung der Popkultur e. V. verliehen wird. Ziel des Jury-Preises ist es, die Popularität von Künstlern zu fördern, die bei anderen – umsatz- und verkaufsorientierten – Preisen nicht im Rampenlicht stehen. Der Preis soll eine Alternative zu den herkömmlichen Musikpreisen in Deutschland darstellen und will mit mehr Fairness, Talent sowie Transparenz überzeugen.

## Beschreibung
Der Preis für Popkultur wird jährlich seit 2016 für Verdienste und Leistungen in verschiedenen Bereichen der Popkultur verliehen. Hinter dem Preis steht der Verein zur Förderung der Popkultur e. V. der in erster Linie gegründet wurde, um die Durchführung und Vorbereitung der Verleihungen zu gewährleisten, sich aber auch als Schnittstelle und Förderverein für innovative popkulturelle Projekte versteht. Der Verein finanziert sich im Wesentlichen aus den Beiträgen seiner Mitglieder. Der Vorstand arbeitet ehrenamtlich, etwaige Überschüsse werden zur gezielten Förderung popkultureller Projekte eingesetzt. Vor der Preisverleihung entscheiden die annähernd 900 Mitglieder des Vereins über die Preisträger. Die Sieger werden über zwei Auswahlverfahren ermittelt. Zunächst werden in der ersten Runde – unter notarieller Aufsicht – jeweils fünf Nominierte für alle Kategorien ermittelt. Hierbei erstellt jedes Jurymitglied für jede Kategorie eine eigene Liste mit den wichtigsten Veröffentlichungen des vergangenen Jahres. Aus den jeweils fünf meistgenannten Musikern werden die Nominierten zusammengestellt. Zur Auswahl stehen alle Musiker, die ihren Lebens- und Arbeitsmittelpunkt in Deutschland haben. In der zweiten Runde werden aus den Nominierten die Gewinner ermittelt. Um ein breites Spektrum abzudecken, sind in der Fachjury unter anderem Klubbesitzer, Führungskräfte von Major-Labels, Musiker, Promoter, Radiojournalisten sowie Chefredakteure vertreten. Bei der Auswahl der Jurymitglieder wurde darauf geachtet, dass kein Unternehmen mehr als sieben Prozent der Mitglieder stellt.
2020 pausierte die Preisverleihung wegen der COVID-19-Pandemie in Deutschland. 2022 wurde die bislang größte Veranstaltung abgehalten. Der Preis wurde im Admiralspalast in Berlin vor etwa 1000 Zuschauern verliehen.
2023 sollte die Veranstaltung in das Theater des Westens ziehen. Jedoch musste kurzfristig umgeplant werden, da die erforderliche Saalmiete mit dem Spendengeld nicht aufzubringen war. Stattdessen fand die Veranstaltung am 23. November im Kino Colosseum in Prenzlauer Berg statt. Die Kuration hat erstmals eine Expertenjury übernommen, um die Diversität mehr zu berücksichtigen. Unter anderem wurde mit Studierenden der Popakademie Baden-Württemberg zusammen gearbeitet.
2024 fand keine Preisverleihung statt.

## Kontroversen
2023 wurde Kayla Shyx für ihr YouTube-Video Was wirklich bei Rammstein Afterpartys passiert beim Preis für Popkultur in der Kategorie „Schönste Geschichte“ nominiert. Das Video schildert ihre Erlebnisse auf einer Aftershow-Party der Band Rammstein und thematisiert die schweren Vorwürfe gegen Till Lindemann. Die Nominierung sorgte auf Grund der Kategoriebenennung für Irritationen und Kritik. Der Verein für Popkultur benannte die Kategorie daher kurzfristig in „Bewegendste Geschichte“ um.

## Veranstaltungen
| Veranstaltung     | Ort                        | Moderatoren                                    | Fernsehübertragung   | Liveauftritte |
| ----------------- | -------------------------- | ---------------------------------------------- | -------------------- | --- |
| 9. September 2016 | Berlin, Tempodrom          | Bernd Begemann                                 | ONE                  | Bosse, BOY, Casper mit Dagobert & Blixa Bargeld, Drangsal, Isolation Berlin                                        |
| 8. September 2017 | Berlin, Tempodrom          | Claudia Kamieth und Hadnet Tesfai              | Arte Concert und ONE | Joy Denalane, Kraftklub, Lambert, Marteria mit Arnim Teutoburg-Weiß, Mine & Fatoni, Van Holzen, Zugezogen Maskulin |
| 18. Oktober 2018  | Berlin, Tempodrom          | Claudia Kamieth und Tommy Wosch                |                      | Berliner Kneipenchor, Kat Frankie, GURR, Haiyti, Klan, Laing, Trettmann                                            |
| 2. Oktober 2019   | Berlin, Tempodrom          | Vassili Golod, Claudia Kamieth und Jan Kawelke |                      | Amilli, Ebow, Kadavar, Alli Neumann, Ilgen-Nur                                                                     |
| 6. Oktober 2021   | Berlin, Tipi am Kanzleramt | Jo Schück und Hadnet Tesfai                    |                      | Ätna, Badmómzjay, Danger Dan, No Angels, Schmyt                                                                    |
| 5. Oktober 2022   | Berlin, Admiralspalast     | Salwa Houmsi und Jo Schück                     |                      | Byelian, Paula Hartmann mit Philipp Timm, Lie Ning, Pabst, Tocotronic                                              |
| 23. November 2023 | Berlin, Colosseum          | Diona Bathily und Björn Döring                 |                      | Yael Nachshon Levin, Maryam.fyi                                                                                    |
| 23. April 2025    | Düsseldorf, Rheinterrasse  | Diona Bathily und Chris Brow                   |                      | bac, Cloudy June, Paula Carolina, Paulinko und Gewalt                                                              |

## Preisträger
| Künstler       | Preise |
| -------------- | ------ |
| Beatsteaks     | 5      |
| Deichkind      | 5      |
| Mine           | 4      |
| Casper         | 3      |
| Danger Dan     | 3      |
| Trettmann      | 3      |
| Blixa Bargeld  | 2      |
| Beginner       | 2      |
| Blond          | 2      |
| Jan Böhmermann | 2      |
| Nina Chuba     | 2      |
| Cui Bono       | 2      |
| Dagobert       | 2      |
| Dendemann      | 2      |
| Giant Rooks    | 2      |
| Sophie Hunger  | 2      |
| Alice Merton   | 2      |
| Moderat        | 2      |
| Rammstein      | 2      |
| Sizarr         | 2      |
| Paula Hartmann | 2      |
| K.I.Z          | 2      |

### 2016
- Lieblings-Solokünstlerin: Mine und Peaches (Gleiche Stimmzahl)
- Lieblings-Solokünstler: Bosse
- Lieblingsband: Moderat
- Lieblingsalbum: Moderat – III
- Lieblingslied: Casper feat. Blixa Bargeld, Dagobert & Sizarr – Lang lebe der Tod
- Lieblingsvideo: Beginner feat. Gzuz & Gentleman – Ahnma
- Hoffnungsvollster Newcomer: Drangsal
- Beeindruckendste Live-Show: Deichkind
- Schönste Geschichte: Jan Böhmermann – Schmähkritik
- Spannendste Idee/Kampagne: Plus 1 – Refugees Welcome
- Gelebte Popkultur: Golden Pudel Club
- Lifetime-Achievement: Kraftwerk (Laudatio: Daniel Miller)[13]

### 2017
- Lieblings-Solokünstlerin: Alice Merton
- Lieblings-Solokünstler: Marteria
- Lieblingsband: Beatsteaks
- Lieblingsalbum: Beginner – Advanced Chemistry
- Lieblingslied: Jim Pandzko feat. Jan Böhmermann – Menschen Leben Tanzen Welt
- Lieblingsproduzent/in: Tobias Kuhn (Laudatio: Sigi Schuller)
- Lieblingsvideo: Casper feat. Blixa Bargeld, Dagobert & Sizarr – Lang lebe der Tod
- Hoffnungsvollste/r Newcomer/in: Alice Merton
- Beeindruckendste Live-Show: Rammstein
- Schönste Geschichte: Neo Magazin Royale – Eier aus Stahl, Max Giesinger & die deutsche Industriemusik
- Gelebte Popkultur: P×P Festival – Benefiz-Festival für Kinder
- Spannendste Idee/Kampagne: Feine Sahne Fischfilet – Noch nicht komplett im Arsch
- Lifetime-Achievement: Rio Reiser (Laudatio: Gert Möbius)[5]

### 2018
- Lieblings-Solokünstlerin: Kat Frankie – Bad Behaviour
- Lieblings-Solokünstler: Trettmann – #DIY
- Lieblingsband: Beatsteaks – Yours
- Lieblingsalbum: Trettmann – #DIY
- Lieblingslied: Trettmann – Grauer Beton
- Lieblingsproduzent/in: DJ Koze – Knock Knock
- Lieblingsvideo: Beatsteaks vs. Deichkind – L auf der Stirn
- Hoffnungsvollster Newcomer: Sam Vance-Law – Homotopia
- Beeindruckendste Live-Performance: Beatsteaks & Gäste – Waldbühne
- Schönste Geschichte: Charly Hübner, Sebastian Schultz – Wildes Herz
- Spannendste Idee/Kampagne: Kraftklub & Donots – Clubtausch in Köln
- Gelebte Popkultur: Birgit und Horst Lohmeyer – Jamel rockt den Förster
- Lifetime-Achievement: Rolf Budde[19]

### 2019
- Lieblings-Solokünstlerin: Sophie Hunger – Molecules
- Lieblings-Solokünstler: Dendemann – da nich für!
- Lieblingsband: Deichkind – Richtig Gutes Zeug
- Lieblingsalbum: Dendemann – da nich für!
- Lieblingslied: Deichkind – Richtig Gutes Zeug
- Lieblingsproduzent/in: KitschKrieg – 5 Minuten
- Lieblingsvideo: Deichkind – Richtig Gutes Zeug
- Hoffnungsvollste/r Newcomer/in: Giant Rooks – Wild Stare EP
- Beeindruckendste Live-Performance: K.I.Z – Nur für Frauen (Max-Schmeling-Halle Berlin)
- Schönste Geschichte: Rezo – Die Zerstörung der CDU
- Spannendste Idee/Kampagne: Joko & Klaas gegen ProSieben – 15 Minuten
- Gelebte Popkultur: #wirsindmehr – Festival in Chemnitz[20]

### 2021
- Lifetime-Achievement: No Angels
- Lieblings-Solokünstlerin: Mine – Hinüber
- Lieblings-Solokünstler: Danger Dan – Das ist alles von der Kunstfreiheit gedeckt
- Lieblingsband: Giant Rooks – Rookery / Die Ärzte – Hell
- Lieblingsproduzent/in: Markus Ganter – 12 / Complex Happenings Reduced to a Simple Design
- Lieblingsalbum: Danger Dan – Das ist alles von der Kunstfreiheit gedeckt
- Lieblingslied: Danger Dan – Das ist alles von der Kunstfreiheit gedeckt
- Lieblingsvideo: Mine feat. Sophie Hunger – Hinüber
- Hoffnungsvollste/r Newcomer/in: Zoe Wees – Golden Wings
- Schönste Geschichte: Cui Bono – WTF happened to Ken Jebsen?
- Spannendste Idee/Kampagne: Deutschrap:metoo – #deutschrapmetoo
- Gelebte Popkultur: Tour D’Amour[16]

### 2022
- Lieblings-Künstler: Antje Schomaker – Ich muss gar nichts
- Lieblingsband: Beatsteaks – Kommando Sunshine
- Lieblingsalbum: Tocotronic – Nie wieder Krieg
- Lieblingssong: Kummer feat. Fred Rabe – Der letzte Song (Alles wird gut)
- Lieblingsproduzent: Novaa – She’s a Star
- Lieblingsvideo: Betterov – Bring mich nach Hause
- Hoffnungsvollster Newcomer: Team Scheisse – Ich hab dir Blumen von der Tanke mitgebracht (jetzt wird geküsst)
- Beeindruckendste Liveshow: Rammstein – Zeit – Olympiastadion Berlin
- Schönste Geschichte: Blond – Hörbuch der sexualisierten Gewalt
- Gelebte Popkultur: Carolin Kebekus – Dcksfestival
- Lifetime Achievement: Doro Pesch[21][22]

### 2023
- Lieblingskünstler*in: Nina Chuba
- Lieblingsband: Provinz
- Hoffnungsvollste*r Newcomer*in: Blumengarten
- Lieblingsproduzent*in: Lucry & Suena
- Lieblingsalbum: Nina Chuba – Glas
- Lieblingssong: Peter Fox feat. Inéz – Zukunft Pink
- Lieblingsvideo: Shirin David – Lächel doch mal
- Beeindruckendste Live-Performance: Blond – Perlen (Album Releasekonzert)
- Gelebte Popkultur: 20 Jahre c/o pop Festival
- Bewegendste Geschichte:
  - Cui Bono – Wer hat Angst vorm Drachenlord
  - Kayla Shyx – Was wirklich bei Rammstein Afterpartys passiert
  - Maryam.fyi – Baraye (Frau, Leben, Freiheit)
  - Puls Musikanalyse – Miss You: Klaut Robin Schulz einem Newcomer den Hit?
  - Xatar – Rheingold[23]

### 2025
- Lieblingskünstler*in: Paula Hartmann
- Hoffnungsvollste*r Newcomer*in: Berq
- Lieblingsproduzent*in: Phea
- Lieblingsalbum: Paula Hartmann – Kleine Feuer
- Lieblingssong: K.I.Z – Frieden
- Lieblingsvideo: Mine – Ich weiß es nicht
- Beeindruckendste Live-Performance: Casper – Live in Bielefeld
- Gelebte Popkultur: Ein Song reicht
- Bewegendste Geschichte: Kim Frank – ECHT – Unsere Jugend
- Herausragendes gesellschaftliches Engagement: Keychange
- Lieblingspodcast: Reflektor. Der Musikpodcast. von Jan Müller
- Lebenswerk: Annette Humpe[24]

### Besonderheiten
Künstler mit mehreren Preisen an einem Abend
- 3: Deichkind (2019), Beatsteaks (2018), Danger Dan (2021) und Trettmann (2018)[19][20][16]
- 2: Paula Hartmann (2025), Nina Chuba (2023), Dendemann (2019), Alice Merton (2017), Mine (2021) und Moderat (2016)[13][5][20][16][23]

Weitere Besonderheiten
- Aufgrund von Stimmengleichheit wurden 2016 mit Mine und Peaches zwei Musikerinnen in der Kategorie „Lieblings-Solokünstlerin“ ausgezeichnet.[13] Die gleiche Situation entstand im Jahre 2021 in der Kategorie „Lieblingsband“ zwischen den Ärzten und Giant Rooks.[16]
- Der Song Lang lebe der Tod (Casper feat. Blixa Bargeld, Dagobert & Sizarr) wurde in zwei aufeinanderfolgenden Jahren in verschiedenen Kategorien ausgezeichnet.[5][13]

## Rezensionen
- Rabea Weihser von der deutschen Wochenzeitung Die Zeit beschrieb den Preis für Popkultur als „Anti-Echo mit klaren Prinzipien“.[1]
- 2018 kritisierte die Mitgründerin Anne Haffmans im Deutschlandfunk, dass es unter den Nominierten kaum Frauen gegeben habe: Der Frauenanteil unter ihnen lag bei nur etwa fünf Prozent. Auch in der Jury waren nur etwa 35 Prozent Frauen.[25]
- Das Online-Musikmagazin Diffus erklärte im Jahr 2023, dass der Preis für Popkultur vieles anders und vor allem besser machen wollte und daran in den letzten Jahren gescheitert sei. „Viel zu irrelevant, viel zu wenig musikalische Breite und vor allem: kein Glamour.“ Auch sie seien Teil der Berichterstattung rund um den Preis gewesen und präsentierten regelmäßig den Livestream auf ihrem YouTube-Kanal. Aus den zuvor genannten Gründen hätten sie sich aber zuletzt zurückgezogen.[26]